# لوغان إدواردز
لوغان إدواردز (بالإنجليزية: Logan Edwards)‏ هو لاعب دوري الرغبي نيوزيلندي، ولد في 18 نوفمبر 1968 في نيوزيلندا.